# Государственный музей-заповедник М. А. Шолохова
Государственный музей-заповедник М. А. Шолохова создан в 1984 году, является единственным в России государственным музеем писателя. Находится в Ростовской области. Основа его коллекции — мемориальные предметы, принадлежавшие М. А. Шолохову и его семье.

## О музее
Музей сохраняет всё то, что связано с жизнью и творчеством писателя: письма, рукописи, предметы, дома, в которых он жил, природу, хутора, изображённые в произведениях М. А. Шолохова.
В музейном собрании насчитывается более 70 000 единиц хранения, мемориальные экспозиции расположены в Шолоховском и Боковском районах Ростовской области; они почти полностью состоят из подлинных вещей.
Зона охраняемого природного ландшафта музея-заповедника 38 236 гектаров, из них ландшафтно-заповедная зона — 3 820 гектаров.
Основные объекты музея: 
- Мемориальный дом в хуторе Кружилинском, где родился М. А. Шолохов и жил с родителями до 1910 года;
- Дом-музей в станице Каргинской, где он написал большинство «Донских рассказов»;
- Дом в станице Вёшенской, в котором писатель жил в 1930-е годы и работал над третьей книгой «Тихого Дона» и «Поднятой целиной»;
- Мемориальная усадьба, где М. А. Шолохов жил с семьёй с 1949 по 1984 год и где им написаны вторая книга «Поднятой целины», повесть «Судьба человека» и главы романа «Они сражались за Родину».

В здании бывшей станичной гимназии, где в 1918 году учился будущий писатель, к его 100-летнему юбилею в 2005 году открыта новая литературная экспозиция «М. А. Шолохов. Время и судьба».
Музей организует ежегодный Всероссийский литературно-фольклорный праздник «Шолоховская весна», который проводится в конце мая, в день рождения писателя, на который собираются гости из разных регионов России и зарубежных стран

### Руководители музея
Первым директором музея был Николай Александрович Булавин.
В 2001—2016 годах директором музея работал внук писателя — Александр Шолохов.
С 2017 года руководитель учреждения — Ольга Александровна Анистратенко.

## Кружилинский мемориально-исторический комплекс[4]
«Буйное разнотравье по брюхо коню, где гнездились стрепеты и табунками бродили дудаки. Зимой, в глухую пору, по степи стаями шастали волки, наплодившиеся в буерачных лесах, жировали лисицы, гоняя зайцев по пороше и выискивая куропаток в снеговых намётах. А весной сквозь пожухлую траву-старицу дерзко пробивалась зелень. В конце апреля — начале мая она покрывала степь изумрудным ковром, а на ковре том, покуда глаз хватал, ярко-красный лазоревый цвет молодости и по-стариковски пушистые вихры седого ковыля».
На автодороге Вёшенская — Миллерово, в 29 км от станицы Вёшенской стоит памятник «Казакам Тихого Дона» работы Н. В. Можаева. Повернув от него налево, через 7 км мы въезжаем в х. Кружилинский, обычный хутор на Верхнем Дону. Однако эта глубинка стала теперь известна всему миру как родина Михаила Александровича Шолохова.

В автобиографии Шолохов писал: "Родился в 1905 году, 24 мая в х. Кружилинском станицы Вешенской Донецкого округа (Области Войска Донского)».
Была раньше в этих местах неосвоенная степь с высокими травами и ковылем на курганах, с густыми зарослями кустарников по логам и балкам. Здесь на воле, на землях, принадлежавших Войску Донскому, на отводах паслись табуны донских скакунов. В поймах речек росли могучие деревья, а рядом были прекрасные луга.

"С самого рождения маленький Миша дышал чудесным степным воздухом над бескрайним степным простором, и жаркое солнце палило его, суховеи несли громады пыльных облаков и спекали ему губы… Он играл на заросших улицах с ровесниками-казачатами…» (А. Серафимович).
К началу XX-го столетия в Кружилине было около 200 дворов. Центр хутора назывался «станичкой». В центре на площади стояла церковь Георгия Победоносца, рядом — магазины, лавки купцов, подворья богатых казаков и церковно-приходская школа.

К "станичке" с южной стороны примыкала и усадьба, которую купил Александр Михайлович Шолохов, отец будущего писателя. В этом доме родился Миша Шолохов. Александр Михайлович работал приказчиком у купца Парамонова. Он был образованный, видный человек в хуторе. С малыми и большими заботами шли к «Михалычу» земляки. Он помогал советами, писал письма, ходатайства, жалобы. Казаки его уважали за простоту, общительность и ум. В 1910 году, в связи с отъездом Шолоховых в Каргин, дом был продан.
В х. Кружилинском прошли первые 5 лет детства Шолохова, которые оставили неизгладимое впечатление в его детской душе. Эти впечатления со временем найдут яркое отражение в творчестве писателя на страницах его замечательных произведений.

Усадьба Шолоховых с фруктовым садом, двором, лавкой, баней, амбаром, конюшней восстановлены и входят в Музей-заповедник М.А. Шолохова.
В мае 2006 года рядом с мемориальной усадьбой Шолоховых был открыт новый музейный объект — казачье подворье конца XIX — начала XX в. Подворье с базом, сараями, амбаром, погребом, поветкой воссоздает фрагмент исторического облика старинного казачьего хутора.

## Каргинский мемориально-исторический комплекс
Семья Шолоховых перебралась в Каргин в 1910 году. Отец будущего писателя, Александр Михайлович Шолохов, поступил на службу  купцу Озерову, бывшему мужу старшей сестры. К этому времени в хуторе была Покровская церковь, церковно-приходская школа и мужское и женское приходские училища. В 1911 году Миша стал готовиться к школе. Ему был нанят учитель Т. Т. Мрыхин. Здесь он учился в школе, работал, прожил с перерывами до 1926 года.
Каргинский мемориально-исторический комплекс расположен в станице Каргинская в Боковском районе Ростовской области. Каргинский мемориально-исторический комплекс отнесен к объектам культурного наследия Федерального значения. 
В состав комплекса входят: 
- Усадьба, в которой жил и работал в 1919 — 1926 годах писатель Михаил Шолохов. В составе усадьбы сохранились жилой дом (начало XX века), сарай для скота и птицы (начало XX века), поветка (начало XX века),  погреб (начало XX века), летняя печь (начало XX века), колодец с журавлем (начало XX века), ограда (начало XX века)[5].  В усадьбе Михаил Шолохов жил с родителями, здесь же работал учителем школы ликбеза, потом — служащим ревкома станицы, станичным статистиком. С 1922 года Шолохов учился в Ростове на курсах Донпродкома, работал продовольственным инспектором в станице Букановской.

В этом доме Михаил Шолохов написал произведения, объединенные в сборники «Донские рассказы» и «Лазоревая степь» (1926). Тут же у него возник замысел романа «Тихий Дон».
После отъезда из этого дома Шолоховых в 1926 году, усадьбу продали местному крестьянину М. Чукарину. С 1945 года она находилась в собственности А. Косых. В 1972 году дом усадьбы выкупил Боковский райисполком. Здесь же был открыт музей. До 1978 года часть подворья находилась в собственности А. Косых.
Постановлением Совета Министров РСФСР № 306 «Об увековечении памяти дважды Героя Социалистического Труда, писателя и общественного деятеля М. А. Шолохова» от 11 июля 1984 г. усадьба включена в состав Государственного музея-заповедника М.А. Шолохова.
Архитектура дома усадьбы характерна для сел Верхнего Дона начала XX века. Внутри дом разделен на  сени, столовую, спальню и горницу. В горнице в 1924-1926 гг. жил Михаил Шолохов с женой, дочерью Светланой. В настоящее время в доме восстановлена обстановка жизни писателя середины двадцатых годов.
- Приходское училище. Здесь в  1912 — 1914 годах  учился  Михаил Шолохов[7]. Здание приходского училища было построено в конце 1880-х – начале 1890-х гг.. Проект здания был разработан в окружном управлении XVII округа Корпуса инженеров военных поселений. В 1920-х годах управление школами района передано Отделу народного образования. Семилетней школа стала с 1923 года.

Во время Великой Отечественной войны в здании школы был госпиталь, потом снова школа. В 1960-е годы здесь размещался интернат для местных учащихся. В 1988 года школа передана на баланс Государственного музея-заповедника М. А. Шолохова. Здесь размещена экспозиция об ученических годах писателя, мемориальная трёхместная парта, за которой сидел в свое время Шолохов.

## Награды
- Победитель конкурса «Меняющийся музей в меняющемся мире»
- Международная премия имени М. А. Шолохова в области литературы и искусства (2004)
- Национальная премия «Имперская культура» имени Эдуарда Володина в номинации «Территория слова» (2021)[8]